# Tijani Babangida
Tijani Babangida, född 25 september 1973 i Kaduna i Nigeria, är en nigeriansk före detta fotbollsspelare som spelade som ytter. Han var känd för sin snabbhet och hans spelstil har blivit jämförd med Marc Overmars. Babangida tillbringade större delen av sin karriär i Ajax. Totalt har han spelat i fem olika länder på tre olika kontinenter. På klubbnivå tillbringade Babangida nio år i Nederländerna, spelandes för VVV-Venlo, Roda JC och Ajax. I Ajax var han med om att vinna dubbeln, både Eredivisie och KNVB Cup på en säsong.
Han spelade över 30 matcher för landslaget, varav fyra vid fotbolls-VM 1998 i Frankrike. Han deltog även i Afrikanska mästerskapet två gånger samt vann Olympiska spelen 1996 med Nigeria. Babangida gjorde sin landslagsdebut 1994. Han tappade sin ordinarie plats i truppen strax före fotbolls-VM 2002. Efter att inte ha spelat i landslaget på två år, blev Babangida återinkallad inför Afrikanska mästerskapet 2004 i Tunisien. Han fick dock ingen plats i den slutgiltiga truppen.

## Privatliv
Babangida, ibland kallad "TJ", föddes den 25 september 1973 i Kaduna. Han var tidigare gift med Rabah, syster till Daniel Amokachis fru. De har en son tillsammans. Två av hans nio bröder, Ibrahim och Haruna är även fotbollsspelare. Babangida blev inspirerad att börja spela fotboll efter ha sett Pelé spela för Brasilien.
Babangida skrev 2004 på ett kontrakt värt två miljoner dollar för att få nya fotbollar till Nigeria som en del av utvecklingen av sporten i landet. Samma år öppnade han även ett köpcentrum i Kaduna. Efter att ha pensionerat sig som professionell fotbollsspelare har Babangida arbetat som fotbollsagent. Han är ordförande i Taraba FC som spelar i Nigeria Premier League, högsta divisionen i Nigeria.

## Klubbkarriär

### Tidig karriär
Efter att ha spelat bra i Allafrikanska spelen 1991 lämnade Babangida som 17-åring 1991 den lokala klubben Niger Tornadoes för att skriva på för nederländska Eredivisie-klubben Roda JC. Han lånades direkt ut till Rodas ligarivaler VVV-Venlo, ett lån som varade till slutet av säsongen. Babangida spelade totalt sex ligamatcher och gjorde tre mål under säsongen 1991–1992. Trots Venlos nedflyttning till Eerste Divisie, stannade Babangida ytterligare en säsong i klubben på lån.
Babangida fick sitt genombrott under säsongen 1992–1993, när han gjorde 16 mål, vilket hjälpe Venlo att nå uppflyttning till Eredivisie. Följande säsong återvände Babangida till Roda, där han omedelbart blev en startspelare i A-laget. Babangida spelade totalt 29 ligamatcher för Roda under den säsongen, samt gjorde 11 mål.
Babangida spelade ytterligare två säsonger för Roda JC. Säsongen 1995–1996 var han klubbens bästa målskytt med sina tio ligamål. Under 1995 gjorde han sin debut i Europaspel, en match i Uefacupens första omgång som slutade med seger över Olimpija Ljubljana samt ett gjort mål av Babangida. Det var Rodas första match i Europaspel på fem år och de lyckades slå ut den slovenska klubben med sammanlagt 5–2 innan de i den andra omgången åkte ut mot Benfica. Stabila insatser på både landslags- och klubblagsnivå ledde till intresse från Ajax vars tränare Louis van Gaal letade efter en ersättare till Babangidas landsman Finidi George, som nyligen hade lämnat för Real Betis.

### Ajax

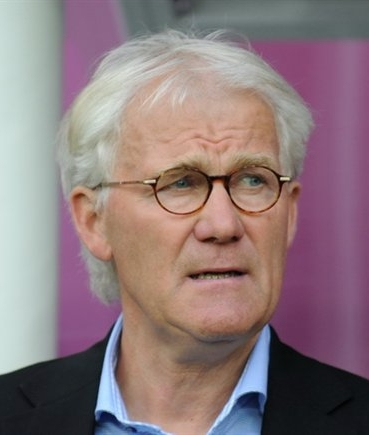
Ajax dåvarande tränare Morten Olsen (på bilden) var ute efter att förbättra lagets inkonsekventa prestationer, vilket ledde till att Babangida successivt förlorade sin plats i startelvan mot slutet av 1990-talet.

Babangida gick sommaren 1996 till Ajax för fem miljoner euro. Han spelade 29 ligamatcher och gjorde fyra mål under sin första säsong i klubben. Babangida visade sig vara en viktig roll i Ajax Europaspel, där han gjorde tre mål, varav ett mot Auxerre i gruppspelet. Han gjorde även det avgörande målet i det andra mötet av kvartsfinalen i UEFA Champions League mot Atlético Madrid på Vicente Calderón Stadium, som hjälpte Ajax att nå semifinalen av tävlingen.
Babangida hade en lyckad andra säsong i klubben, då han hjälpte Ajax till en ny titel i Eredivisie, där hans 13 ligamål på 26 matcher gjorde honom till klubbens tredje bästa målskytt bakom Shota Arveladze och Jari Litmanen. Ajax knep den andra titeln för säsongen efter en 5–0-seger över PSV i finalen av KNVB Cup och där nigerianen gjorde det första målet.
Babangidas tur vände i slutet av 1998. Efter att ha missat början av fotbollssäsongen på grund av malaria, förlorade Babangida successivt sin plats i startelvan när tränaren Morten Olsen var ute efter att förbättra lagets inkonsekventa prestationer både i den inhemska ligan och i Europaspelet. Babangida fick dock starta i två av lagets första matcher i Champions League. Europaspelet blev dock i en besvikelse och Ajax slutade i botten av sin grupp bakom Olympiakos, Dinamo Zagreb och Porto. Sammantaget spelade Babangida 18 ligamatcher för Ajax den säsongen, varav endast sju var från start. Han var inte med i finalen av nederländska cupen, där Ajax lyckades behålla trofén efter att ha besegrat Fortuna Sittard i finalen.
Babangida fick ännu mindre speltid efter säsongen 1999 och gjorde endast åtta framträdanden följande år och spelade inte en enda match under den första halvan av säsongen 2000–2001. I ett försök att avlasta spelaren kom Ajax överens med turkiska Süper Lig-klubben Gençlerbirliği, vilka Babangida skrev på ett halvårs låneavtal med (det vill säga fram till slutet av säsongen).

### Senare karriär
Tiden i Turkiet visade sig inte vara en lycklig tid för Babangida och Ankara-laget valde att inte behålla spelaren när låneaffären löpt ut. Letande efter en flytt bort från Nederländerna, kom Babangida nära att skriva på för AJ Auxerre, men när han fick ett sista minuten-samtal från Ronald Koeman beslutade han sig för att istället gå till Vitesse, även denna gång på lån. Han var startspelare under Koemans ledning men tappade sin plats i startelvan, när Ronald Koeman lämnade för Ajax och blev ersatt av Edward Sturing.
Han skrev senare på ett sex månaders låneavtal med Al-Ittihad i Saudiarabien 2002, där Bebeto och Titi Camara spelade, men lämnade klubben i november efter meningsskiljaktigheter med José Oscar Bernardi. Funderande över att lösa dödsläget med Ajax, återvände Babangida till Amsterdam för att fortsätta förhandlingarna med klubben om en uppsägning av hans kontrakt. Den 30 april 2003, tre år sedan Babangida spelade sin senaste match för klubben, meddelades det att båda sidor hade kommit överens att avbryta spelarens kontrakt.
Som free agent genomgick Babangida ett lyckat provspel med den kinesiska klubben Tianjin Teda under sommaren 2003. Flytten fick dock skjutas upp på grund av ett utbrott av Sars i Kina, och kort därefter skrev Babangida på för Changchun Yatai som spelade i andra divisionen. Hans fyra mål under den andra halvan av säsongen hjälpte klubben till att vinna titeln i Jia B och han togs ut till landslaget inför Afrikanska mästerskapet 2004. Babangida gjorde ytterligare fyra mål för Yatai följande säsong innan han avslutade karriären 2004.

## Landslagskarriär

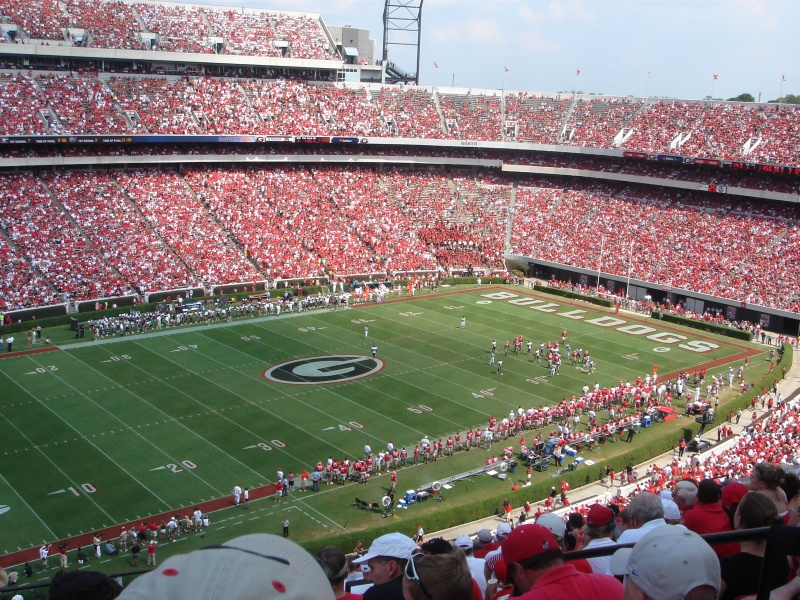
Sanford Stadium, vanligtvis en amerikansk fotbollsarena, är där Babangida var med och vann OS-guld 1996.

Babangida blev för första gången uttagen i Nigerias seniorlandslag i en vänskapsmatch kort före fotbolls-VM 1994 mot Rumänien. Han spelade även i en vänskapsmatch mot Georgien men nådde inte den slutgiltiga truppen till fotbolls-VM 1994.
Babangidas landslagschanser var delvis begränsade eftersom han ofta fann sig bakom Finidi George i rangordningen. Han spelade en viktig roll i Nigerias OS-triumf i Atlanta 1996, där de bland annat besegrade tufft motstånd från Brasilien och Argentina. Babangida var med i Nigerias trupp i fotbolls-VM 1998, där han spelade totalt 120 minuter, varav en match från start och de andra tre som inhoppare. Han gjorde lagets enda mål i förlustmatchen i åttondelsfinalen mot Danmark. I januari 2001 var Babangida med i en träningsmatch på International Stadium Yokohama, spelandes för FIFA XI i en match mot det sammanslagna laget av Japan och Sydkorea.
Babangida gjorde inte sin debut i Afrikanska mästerskapet förrän 2000, eftersom Nigeria drog sig ur upplagan 1996 i Sydafrika på grund av politiska skäl och missade Afrikanska mästerskapet 1998 genom en diskvalificering. Babangida gjorde två mål mot Sydafrika, vilket tog Nigeria till finalen mot Kamerun, där de spelade 2–2 efter full tid, innan de blev besegrade på straffar med 3–4. Han spelade i alla lagets fem matcher, varav två från start.
Han gjorde två viktiga mål mot Ghana i den sista matchen av VM-kvalet 2002, vilket hjälpte Nigeria att gå vidare till fotbolls-VM 2002. Babangida spelade i alla lagets matcher vid Afrikanska mästerskapet 2002, men blev utesluten ur VM-truppen tillsammans med flera andra erfarna spelare som Sunday Oliseh och Finidi George. Han blev åter uttagen i landslaget till ett träningsläger i Faro, Portugal inför Afrikanska mästerskapet 2004, men nådde inte den slutgiltiga truppen. Den sista stora internationella turnering han spelade i var alltså Afrikanska mästerskapet 2002.

## Karriärstatistik
| Klubbstatistik | Klubbstatistik  | Klubbstatistik | Liga    | Liga |
| Säsong         | Klubb           | Liga           | Matcher | Mål  |
| Nederländerna  | Nederländerna   | Nederländerna  | Liga    | Liga |
| -------------- | --------------- | -------------- | ------- | ---- |
| 1991–92        | VVV-Venlo       | Eredivisie     | 6       | 3    |
| 1992–93        | VVV-Venlo       | Eerste Divisie | 28      | 16   |
| 1993–94        | Roda            | Eredivisie     | 29      | 11   |
| 1994–95        | Roda            | Eredivisie     | 20      | 5    |
| 1995–96        | Roda            | Eredivisie     | 29      | 10   |
| 1996–97        | Ajax            | Eredivisie     | 25      | 4    |
| 1997–98        | Ajax            | Eredivisie     | 26      | 13   |
| 1998–99        | Ajax            | Eredivisie     | 18      | 2    |
| 1999–2000      | Ajax            | Eredivisie     | 8       | 1    |
| Turkiet        | Turkiet         | Turkiet        | Liga    | Liga |
| 2000–01        | Gençlerbirliği  | 1.Lig          | 12      | 2    |
| Nederländerna  | Nederländerna   | Nederländerna  | Liga    | Liga |
| 2001–02        | Vitesse         | Eredivisie     | 14      | 1    |
| Saudiarabien   | Saudiarabien    | Saudiarabien   | Liga    | Liga |
| 2002–03        | Al-Ittihad      | Premier League | 5       | 0    |
| Kina           | Kina            | Kina           | Liga    | Liga |
| 2003           | Changchun Yatai | Jia-B League   | 9       | 4    |
| 2004           | Changchun Yatai | League One     | 20      | 4    |
| Land           | Nederländerna   | Nederländerna  | 203     | 66   |
| Land           | Turkiet         | Turkiet        | 12      | 2    |
| Land           | Saudiarabien    | Saudiarabien   | 5       | 0    |
| Land           | Kina            | Kina           | 29      | 8    |
| Totalt         | Totalt          | Totalt         | 249     | 76   |

Källa:

### Landslagsstatistik
| Nigerias landslag | Nigerias landslag | Nigerias landslag |
| År                | Matcher           | Mål               |
| ----------------- | ----------------- | ----------------- |
| 1994              | 2                 | 0                 |
| 1995              | 0                 | 0                 |
| 1996              | 0                 | 0                 |
| 1997              | 2                 | 0                 |
| 1998              | 7                 | 1                 |
| 1999              | 3                 | 0                 |
| 2000              | 10                | 2                 |
| 2001              | 7                 | 2                 |
| 2002              | 5                 | 0                 |
| Totalt            | 36                | 5                 |

Källa:

#### Landslagsmål
| Nr | Datum            | Arena                             | Motståndare | Mål | Resultat | Tävling                               |
| -- | ---------------- | --------------------------------- | ----------- | --- | -------- | ------------------------------------- |
| 1  | 28 juni 1998     | Stade de France, Saint-Denis      | Danmark     | 1–4 | 1–4      | Världsmästerskapet 1998               |
| 2  | 10 februari 2000 | National Stadium, Lagos           | Sydafrika   | 1–0 | 2–0      | Afrikanska mästerskapet 2000          |
| 3  | 10 februari 2000 | National Stadium, Lagos           | Sydafrika   | 2–0 | 2–0      | Afrikanska mästerskapet 2000          |
| 4  | 29 juli 2001     | Liberation Stadium, Port Harcourt | Ghana       | 2–0 | 3–0      | Kvalspel till världsmästerskapet 2002 |
| 5  | 29 juli 2001     | Liberation Stadium, Port Harcourt | Ghana       | 3–0 | 3–0      | Kvalspel till världsmästerskapet 2002 |